# San Pedro Pezuapan
San Pedro Pezuapan är en ort i Mexiko.   Den ligger i kommunen San Miguel Totolapan och delstaten Guerrero, i den södra delen av landet, 190 km sydväst om huvudstaden Mexico City. San Pedro Pezuapan ligger 342 meter över havet och antalet invånare är 246.
Terrängen runt San Pedro Pezuapan är huvudsakligen lite bergig. San Pedro Pezuapan ligger nere i en dal. Runt San Pedro Pezuapan är det ganska glesbefolkat, med 23 invånare per kvadratkilometer. Närmaste större samhälle är Valle Galeana, 11,6 km nordväst om San Pedro Pezuapan. I omgivningarna runt San Pedro Pezuapan växer huvudsakligen savannskog.